# Ritratto della giovane in fiamme
Ritratto della giovane in fiamme (Portrait de la jeune fille en feu) è un film del 2019 scritto e diretto da Céline Sciamma.
La pellicola ha vinto il Prix du scénario al Festival di Cannes 2019.

## Trama
Francia, fine XVIII secolo. Durante una esercitazione di pittura una delle allieve della giovane artista Marianne le chiede notizie a proposito di un quadro intitolato Ritratto della giovane in fiamme. La visione del dipinto riporta a galla ricordi mai dimenticati, e in un lungo flashback Marianne inizia a ricordare quanto avvenuto su un'isola della Bretagna anni prima.
Alla pittrice viene commissionato da una contessa il ritratto di nozze della propria figlia, appena uscita dal convento per andare in sposa a un nobile milanese. Giunta sull'isola Marianne apprende che in realtà a sposarsi doveva essere la figlia maggiore della nobildonna, morta suicida per sfuggire al matrimonio combinato. La figlia minore dovrà prenderne il posto, ma il nobiluomo prima di acconsentire alle nozze richiede un ritratto della futura sposa. La giovane, di nome Héloïse, alla quale non è concesso di uscire per timore che possa emulare il gesto della sorella, non vuole sposarsi, e porta avanti la sua battaglia rifiutandosi di posare. Compito di Marianne sarà dunque quello di fingersi sua dama di compagnia per osservarla durante le loro passeggiate e dipingerla in segreto durante la notte.
Le due giovani si conoscono in occasione della loro prima uscita insieme, ma all'inizio Marianne è incapace di relazionarsi con lei, poiché troppo concentrata sul compito che le è stato affidato, e si limita a osservarla per imprimerne i lineamenti nella memoria. Con il passare dei giorni però è evidente l'attrazione che le due giovani provano l'una per l'altra. Marianne è colpita dalla semplicità d'animo di Héloïse. Viceversa Héloïse è affascinata da Marianne, che vede come una donna libera ed esperta della vita. Per lei l'isola racchiude tutto il suo mondo: tutti gli altri posti esistono solo fra le pagine del libro prestatole da Marianne e nei racconti di quest'ultima, che suona per lei L'estate di Vivaldi alla spinetta per farle conoscere la musica delle grandi orchestre. Il rapporto tra Marianne e Héloïse si fa sempre più profondo e le due iniziano a innamorarsi: il sentimento nascente, nonché il completamento del dipinto, innescano in Marianne una sorta di conflitto interiore, essendo divisa tra il suo dovere e l'amore che prova per Héloïse. Svelatole l'inganno, Héloïse critica il quadro trovandolo poco somigliante, in quanto secondo lei nel dipingerlo Marianne avrebbe preferito sottostare alle regole della pittura piuttosto che lasciarsi guidare dalle proprie emozioni. Marianne lo distrugge causando le ire della contessa, che la caccia duramente, ma inaspettatamente Héloïse accetta di posare per lei. La contessa, in procinto di partire, concede a Marianne altri cinque giorni di tempo per concludere il ritratto, termine coincidente con il proprio rientro. Le due giovani restano sole in compagnia della sola serva Sophie, che nel frattempo rivela a Marianne di essere incinta e di voler interrompere la gravidanza. 
Marianne e Héloïse non riescono ancora a confessare i propri sentimenti, ma una sera Marianne dice a Héloïse di aver conosciuto l'amore. Stringono inoltre un rapporto di amicizia con Sophie che va oltre qualsiasi divario sociale. Passano il tempo giocando a carte e leggendo Le metamorfosi di Ovidio: analizzando il mito di Orfeo e Euridice, Marianne sostiene che Orfeo nel voltarsi indietro abbia scelto il ricordo della donna amata, mentre Héloïse suggerisce che sia stata la stessa Euridice a chiedergli di voltarsi. Marianne e Héloïse, ormai consapevoli del sentimento che le unisce, finiscono con l'identificarsi con i due innamorati, sapendo che presto dovranno condividerne il destino.
Una notte le tre si recano a una festa cui partecipano solo donne, dove Sophie si incontra con un'anziana disposta a procurarle l’aborto. Mentre tutte le donne presenti intonano un canto polifonico intorno a un falò, Héloïse, persa nella contemplazione di Marianne, sfiora le fiamme con l’orlo del suo vestito che prende fuoco, evento che anni dopo ispirerà Marianne per il quadro Ritratto della giovane in fiamme. L'indomani, durante la loro quotidiana uscita sulla spiaggia Héloïse conduce Marianne in una cavità tra gli scogli dove finalmente cedono al loro crescente desiderio scambiandosi un bacio. Subito dopo Héloïse si allontana da sola, turbata per quanto successo. La stessa notte, di ritorno nella sua stanza Marianne trova Héloïse ad attenderla. Le due giovani si baciano appassionatamente e riescono a consumare il loro amore per la prima volta.
Ma la loro felicità è destinata a durare poco, e l'imminente completamento del nuovo ritratto porta Marianne a riflettere sulla caducità del loro sentimento. La consapevolezza di non poter amare Héloïse, nonché l’avvicinarsi del momento della separazione, producono sconforto e insofferenza: Marianne non sopporta che Héloïse accetti passivamente la fine del loro amore, mentre Héloïse, che sa di non poter evitare il proprio destino, non sopporta di essere vista come "complice", e accusa Marianne di non esserle più accanto. Il gravoso peso portato da Héloïse, nonché l'impossibilità di restare in eterno sull'isola, fanno comprendere a Marianne l'importanza di non sprecare il tempo concesso a rimpiangerlo, bensì a ricordarlo.
Terminato il ritratto Marianne disegna l'immagine di Héloïse su un medaglione e il proprio autoritratto sulla pagina 28 delle Metamorfosi, affinché anche l'amata possa avere un ricordo di lei una volta che saranno separate. Le due passano l'ultima notte a ricordare il tempo trascorso insieme. Marianne ammette di aver pensato a lei, quando le aveva detto di essersi già innamorata. 
Il ritorno della contessa sancisce il momento dell’addio: dopo un ultimo abbraccio Marianne, sopraffatta dall'emozione, fugge via lungo la rampa di scale, ma viene raggiunta dalla voce di Héloïse che le chiede di voltarsi verso di lei. Marianne si gira e la guarda avvolta nel suo abito da sposa, riproducendo così il mito di Orfeo e Euridice, simbolo del loro amore.
Terminato il lungo flashback si apprende che Marianne ha rivisto Héloïse altre due volte. La prima durante un’esposizione, ritratta insieme a sua figlia e con un libro in mano: piena di commozione Marianne si accorge che Héloïse tiene con le dita il libro semiaperto a pagina 28, la stessa dove anni prima le aveva disegnato il proprio autoritratto. La seconda e ultima in un teatro. Héloïse non si accorge della presenza di Marianne, ma durante l'esecuzione de L'estate di Vivaldi inizia a piangere e ridere contemporaneamente, sopraffatta da sentimenti contrastanti: dolore e sofferenza, per il ricordo di un passato che non può più tornare, ma anche felicità, per il ricordo di un amore riuscito a trascendere anche il tempo.

## Produzione
Le riprese sono iniziate nell'ottobre 2018 e si sono concluse dopo trentotto giorni.
I ritratti inclusi nel film sono stati realizzati dalla pittrice Hélène Delmaire, che ha dipinto 16 ore al giorno durante le riprese basandosi sulle scene; le sue mani sono presenti nel film.

## Distribuzione
Il film è stato presentato in concorso al Festival di Cannes 2019.
Nelle sale cinematografiche italiane è stato distribuito dalla Lucky Red dal 19 dicembre 2019.

## Accoglienza

### Incassi
Il film ha incassato 118.000 dollari nel Nord America e 5,1 milioni nel resto del mondo, per un totale di 5,5 milioni di dollari.

### Critica
Sull'aggregatore Rotten Tomatoes il film riceve il 97% delle recensioni professionali positive, con un voto medio di 9 su 10 basato su 332 critiche, mentre su Metacritic ottiene un punteggio di 95 su 100 basato su 48 critiche, posizionandosi al secondo posto dei film meglio recensiti dell'anno.
Nel luglio 2019 il sito IndieWire.com posiziona il film al quarantatreesimo posto dei migliori cento film del decennio 2010-2019, mentre nel dicembre dello stesso anno, il critico David Ehrlich, che lavora per lo stesso sito, lo posiziona al primo posto dei migliori film del 2019.
La rivista Sight & Sound posiziona la pellicola al trentesimo posto dei migliori film della storia.
Nel settembre 2023 Rotten Tomatoes stila la classifica dei 25 migliori film degli ultimi 25 anni, posizionando la pellicola al quinto posto.

## Riconoscimenti
- 2020 - Golden Globe[15]
  - Candidatura per il miglior film straniero
- 2019 - Boston Society of Film Critics Awards[16]
  - Miglior fotografia a Claire Mathon
  - Secondo posto per il miglior film
  - Secondo posto per il miglior film in lingua straniera
- 2019 - British Independent Film Awards[17]
  - Candidatura per il miglior film indipendente internazionale
- 2019 - Chicago Film Critics Association Awards[18]
  - Candidatura per la miglior fotografia a Claire Mathon
  - Candidatura per i migliori costumi
  - Candidatura per il miglior film in lingua straniera
- 2019 - European Film Awards[19][20]
  - Miglior sceneggiatura a Céline Sciamma
  - European University Film Award
  - Candidatura per la miglior attrice a Noémie Merlant e Adèle Haenel
  - Candidatura per il miglior regista a Céline Sciamma
- 2019 - Festival di Cannes[5]
  - Prix du scénario a Céline Sciamma[1]
  - Queer Palm
  - In competizione per la Palma d'oro
- 2019 - Los Angeles Film Critics Association Awards[21]
  - Miglior fotografia a Claire Mathon
- 2019 - National Board of Review Awards[22]
  - Migliori film stranieri dell'anno
- 2019 - New York Film Critics Circle Awards[23]
  - Miglior fotografia a Claire Mathon
- 2019 - Satellite Award[24]
  - Candidatura per il miglior film in lingua straniera
- 2020 - Premio BAFTA[25]
  - Candidatura per il miglior film in lingua straniera
- 2020 - Critics' Choice Awards[26]
  - Candidatura per il miglior film straniero
- 2020 - Independent Spirit Awards[27]
  - Candidatura per il miglior film straniero
- 2020 - Nastro d'argento[28]
  - Migliore attrice non protagonista a Valeria Golino
- 2020 - National Society of Film Critics[29]
  - Miglior fotografia a Claire Mathon
- 2020 - Premio César[30][31]
  - Migliore fotografia a Claire Mathon
  - Candidatura per il miglior film
  - Candidatura per il miglior regista a Céline Sciamma
  - Candidatura per la miglior attrice a Adèle Haenel
  - Candidatura per la miglior attrice a Noémie Merlant
  - Candidatura per la migliore promessa femminile a Luàna Bajrami
  - Candidatura per la migliore sceneggiatura originale a Céline Sciamma
  - Candidatura per la migliore scenografia a Thomas Grézaud
  - Candidatura per i migliori costumi a Dorothée Guiraud
  - Candidatura per il miglior sonoro a Julien Sicart, Valérie de Loof, Daniel Sobrino
- 2020 - Premio Goya[32]
  - Candidatura per il miglior film europeo